# Maddalena Casulana
Maddalena Casulana (c. 1544 - c.1590) fou una compositora italiana, intèrpret de llaüt i cantant del Renaixement tardà. Va ser la primera dona compositora que va tenir música impresa i publicada en la història de la música occidental.
Se saben molt poques coses de la seva vida; el que es coneix és degut a les dedicatòries i escrits en les seves col·leccions de madrigals. Probablement va néixer a Casola d'Elsa, a prop de Siena (d'aquí ve el seu cognom Casulana).

## Vida i Obra
El 1566, quatre dels seus madrigals van aparèixer en la col·lecció Il desiderio, puvlicada per Girolamo Scotto de Venècia (una d'aquestes peces, Se sciôr di ved'il laccio, apareix a MTA, vol.1). Aquests madrigals a quatre veus, que compartien volum amb aobres de mestres com Cipriano de Rore i Orlando di Lasso, van ser les primeres peces conegudes d'una dona que apareixen impreses. Un tercer llibre de la mateixa sèrie Il Desiderio (1567) contenia un altre madrigal de Casulana. Li van seguir un any més tard un volum dedicat exclusivament a la seva música, el seu Primer LLibre de Madrigals per Quatre Veus. Aquesta col·lecció també va estar publicada per Scotto, la qual seria reimpresa el 1583. Gairebé al mateix temps, Casulana semblava haver.se translladat a Venècia, on va donar classes particulas de composició. A Vicenza es tenen registres que va tocar el llaüt per a un espectacle privatisé.
El seu Segon Llibre de Madrigals per a Quatre Veus (Venècia, 1580) va ser seguit per un període de més de deu anys del qual poc se'n va saber d'ella i no hi ha aparegut cap treball més imprès. Es veu que es va casar tal com assenyalen documents del 1580 on es refereuxen a ella com a Signora Maddalena Casula de Mezarii o Maddalena Mezari de Casulana. El segon nom al títol del seu Primer Llibre de Madrigals per a Cinc Veus (Ferrara, 1583).
El seu útlim madrial, una peça per a tres veus apareix a una col·lecició, Il Gaudio(Venècia, 1586), el qual actualment només es conservar la seva segona edició. Després d'això, no es coneix més de la seva vida, encara que el catàleg d'una editorial del 1591 enumera dos volums de madrigals sagrats d'algú anomenat Casulana, encara que el compositor o compositora citada podria ser una altramuces persona amb el mateix nom de la mateixa àrea d'Itàlia.

## Dins la societat
Maddalena Casulana va ser una compositora honorada i respectada, que va semostrar no només pel fet que le seva música fos reimpresa, sinó també que altres li van dedicar música i escribiendotelos poemes en bonor seu. Malauradament, era molt palès les actituds de la societat d'aquella època cap a les dones i els seus assoliments. En el moment de dedicar el seu Primer Llibre de Madrigals a Quatre Veus a Isabel de Médicis, Casulana va escriure:
No només serà per a donar algun testimoni de la Vostra Excel·lència de la meva devoción, sinó també per a mostra al món (per tot el que m'ha sigut concebut en aquesta professió de la música) l'error en va dels homes que es creuen posseïdors de les elevades arts de l'intel·lecte i que no poden creure que tinguin res més en comú amb les dones.</ref>
La dedicatòria de Casulana és molt més específica: ella publica la seva música per ensentar als homes que les dones són capaces de crear tals obres. Les seves paraules tambe teixen clarar que es considerava a ella mateixa com a una compositora professional, indubtablement la primera dona de la història de la música en fer-ho, ja que s'estava apropant a la professió de la mateixa manera que molts homes ho feien.
És possible que entre els anys 1566 i 1570 intentés trobar algun lloc dins la música als ritorri venecians, on ella hi cantava, ensenyava als seus patrocinadors i componia per a ells, ja que aquest hauria sigut un entorn natural per a un experiment tan audaç degut a l'actitud relativament tolerant d'aquell ambient cap a les dones actives i independents.

## Estil
El seu estil musical és moderadament contrapuntístic i cromàtic, amb arrels dels primers treballs de Lucca Marenzio, així com de diversos madrigals de Philippe de Monte, però evita l'extrema experimentació pròpia dels compositors de l'escola de Ferrara com Luzzaschi i Gesualdo. Les seves línies melòdiques són cantables i acuradament respectuoses del text. Altres compositors de l'època, com Philippe de Monte, tenien una valorada opinió d'ella; que Lassus dirigís un treball d'ella en una boda de Baviera, suggereix que també estava impressionat per la seva habilitat. Es conserven 66 madrigals de Casulana.

## Discografia
- Full Well She Shang: Women's Music from the Middles Ages and Renaissance- composicions de Hildegard of Bingen, the Contessa de Dia, Barbara Strozzi, Maddalena Casulana and Francesca Caccini - Harmonia SRI 005.
- English and Italian Renaissance Madrigals - 2 Cds -(2000) Virgin Classics 61671 ASIN B000031WJ8.